# Zlatý kopec (Přezletice)
Zlatý kopec (250 m n. m.) je vrch v geomorfologickém celku Středolabská tabule, nacházející se v okresu Praha-východ poblíž severovýchodního okraje Prahy. Proslavil se jako významná archeologická lokalita.

## Popis
Nevýrazný kopec leží asi kilometr severně od okraje Přezletic a kilometr jihovýchodně od Veleně. Nad okolní rovinatý terén vystupuje pouze o několik desítek metrů. Je tvořen zejména buližníkem, porost tvoří řídký listnatý les. Zlatý kopec je v současnosti majetkem obce Přezletice. Její současný územní plán zde předpokládá vznik archeologického parku a naučné stezky.

## Paleontologická lokalita
Po skončení první světové války se majitelem kopce stal Antonín Nedorost, který byl příslušníkem československých legií a obdržel jej za svoji účast v bojích na frontě v Rusku. Poblíž vrcholu zde začal těžit kámen. V kamenolomu byly ve třicátých letech 20. století objeveny velké kosti. Antonín Nedorost je odnesl k ohledání do Národního muzea v Praze profesoru Zázvorkovi, který je identifikoval jako zvířecí kosti staré asi milion let.

## Archeologický výzkum
Roku 1945 byly na Zlatém kopci nalezeny kamenné nástroje, které byly datovány do období staršího paleolitu. První vědecké pojednání o těchto nálezech sepsal profesor Janusz Krzysztof Kozlowski z univerzity v Krakově. Ještě po řadu let však přetrvávaly pochybnosti o věrohodnosti této interpretace. Konečný důkaz o její správnosti podal až český archeolog Jan Fridrich, který se výzkumem lokality začal zabývat v roce 1967.
Cílený archeologický výzkum na Zlatém kopci probíhal v letech 1975 až 1991. Při něm byly odkryty zbytky lidského obydlí – základového valu chaty, ohniště a místa s odpadky kostí. Mezi nalezenými nástroji byly sekáče, pěstní klíny, špičáky, drasadla a nožovité kusy vyráběné z místního, špatně štípatelného buližníku. Velký podíl nálezů tvořily kosti slona, bizona, ptáků a ryb. Významný byl nález přiostřeného zlomku srnčí kosti, který patří mezi světově první doklady broušení předmětů. Sídliště využívali příslušníci druhu  člověka vzpřímeného v době před 0,7–0,8 miliony lety (starší acheuléen). Objevená část zubu bývala považována za nejstarší pozůstatek člověka v Česku, ale pravděpodobně pochází z medvěda.